# Beoci
Beoci (en serbe cyrillique : Беоци) est un village de Serbie situé dans la municipalité de Raška, district de Raška. Au recensement de 2011, il comptait 389 habitants.

## Démographie
| 1948 | 1953 | 1961 | 1971 | 1981 | 1991 | 2002 | 2011 |
| ---- | ---- | ---- | ---- | ---- | ---- | ---- | ---- |
| 524  | 570  | 589  | 537  | 525  | 529  | 462  | 389  |

|  |